# 西祥街

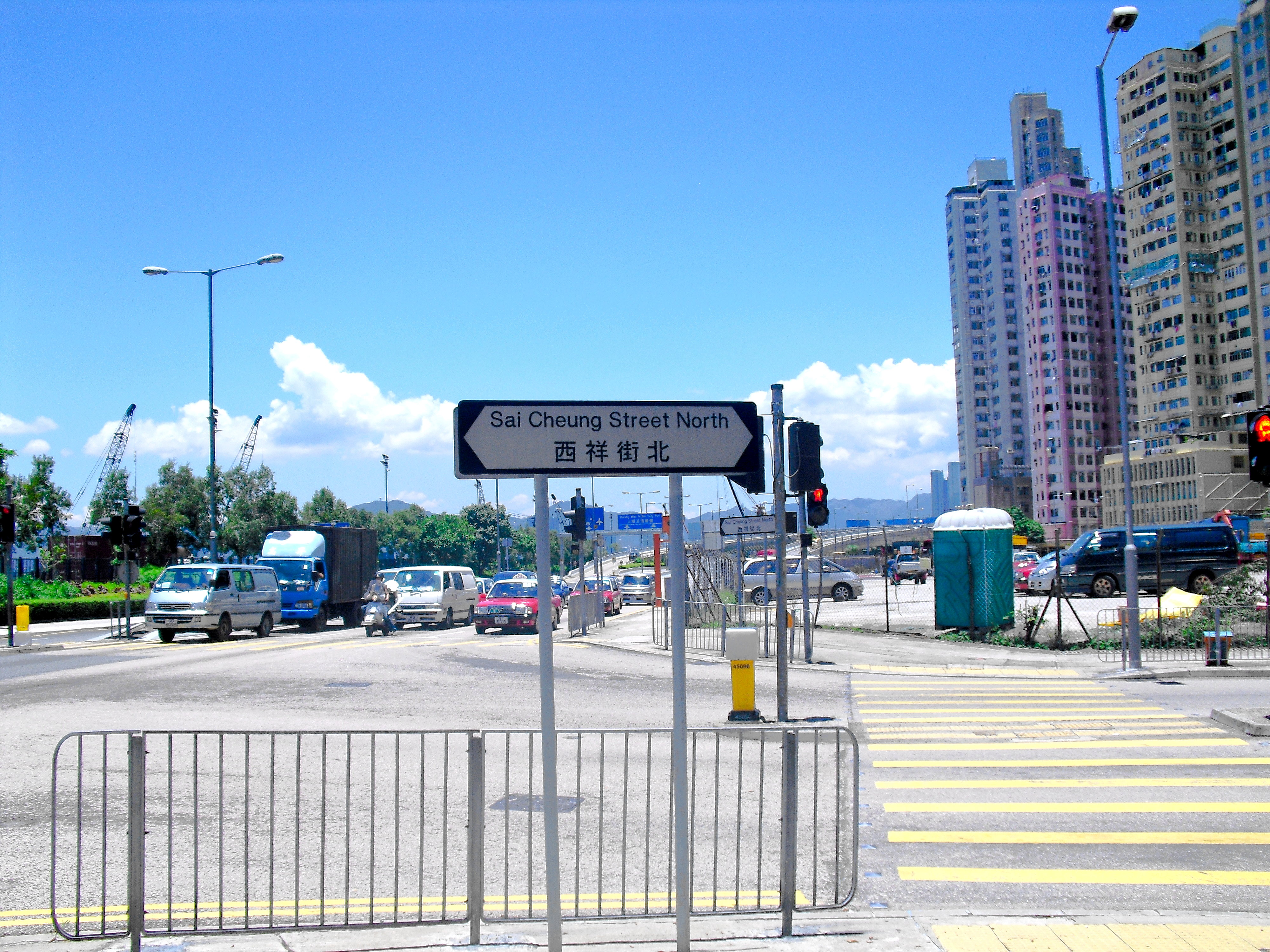
西祥街北路牌

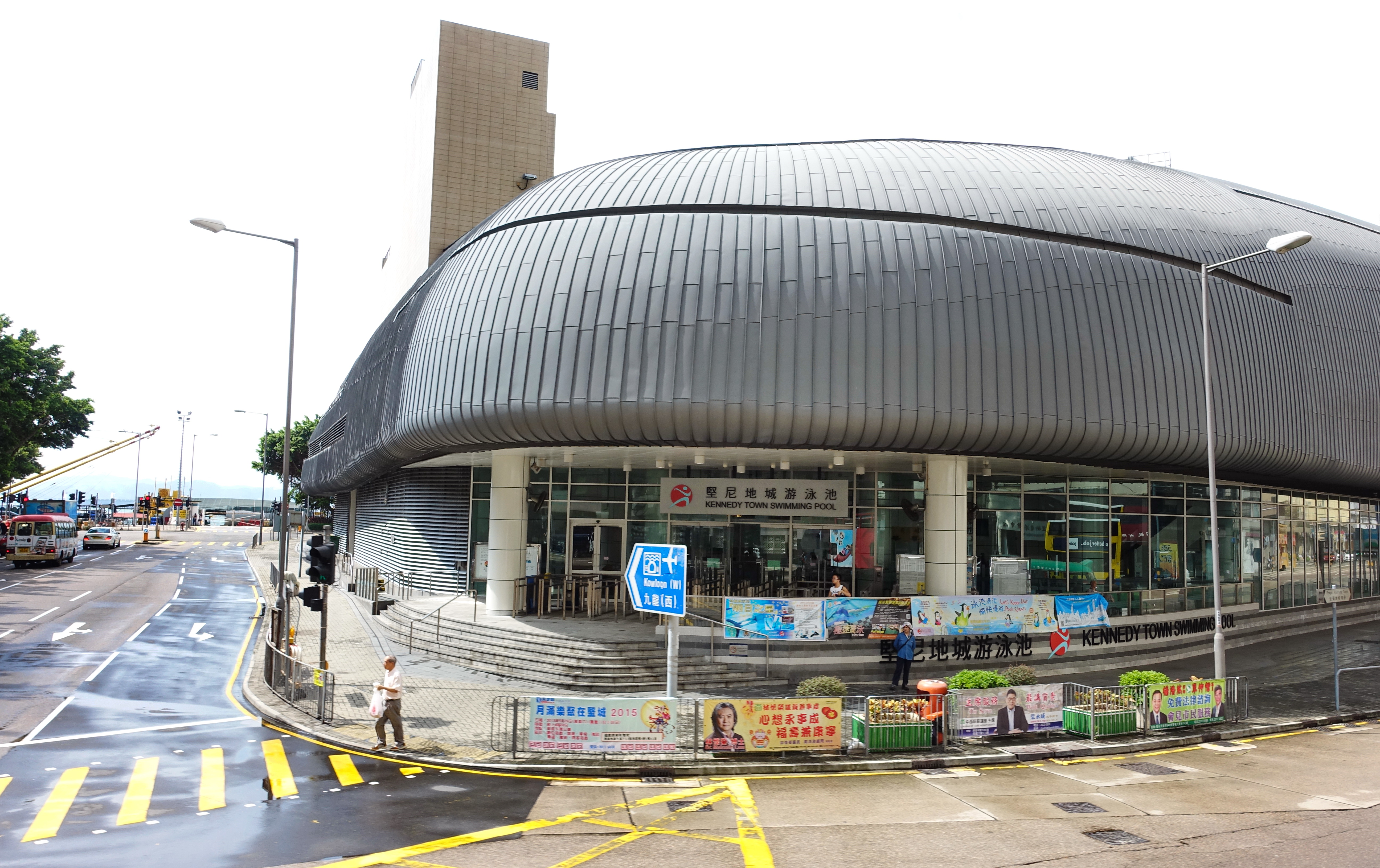
西祥街北和堅尼地城游泳池

西祥街（英語：Sai Cheung Street）是香港一條街道，位於香港島石塘咀及堅尼地城交界（以西為堅尼地城，以東為石塘咀），為一條單線南北走向的行車街道，連接卑路乍街與堅彌地城海旁，其北延段西祥街北（英語：Sai Cheung Street North）則是連接城西道與堅彌地城海旁，北接西區公眾貨物裝卸區的雙程行車街道。

## 歷史
西祥街原名必治街（英語：Beach Street），因接近當時海旁的淺灘（Beach）而得名，之後才改為西祥街的現稱。1990年代中，香港政府在堅彌地城海旁對出的卑路乍灣填海，填海區上的其中一條街道因連接西祥街的北端而命名為西祥街北。
西祥街於1950年代曾有不少塑膠工廠設立，包括李嘉誠於未發跡前創辦的長江塑膠廠。